# Julöfjorden
Julöfjorden utgör en betydande del av den västra delen av sjön Åsnen i södra Småland. Flera socknar möts i vattenområdet,  däribland Västra Torsås, Skatelöv och Urshult. Vattenområdet ligger huvudsakligen i Alvesta kommun. I norr ansluter Skatelövfjorden, den nordvästligaste delen av sjön. I söder ligger en del av Åsnen som kallas Aspöfjorden. 
Fiskbeståndet har varit rikt, som gädda, gös, abborre samt ål. Flodkräftan var förr rikligt förekommande men dog ut på 1950-talet genom nedsmittning med kräftpest enligt lokala fiskare. Många fina badplatser med sandstränder finns, bland annat på Hössöhalvön. "Kosanden" mellan Järnsmedbacken och Vackratorp är en sådan naturstrand. En stor ö är Julö i södra Julöfjorden, där Knut Berg i Hagstad olovandes uppförde en liten jaktstuga i början av 1900-talet - finns kvar än idag. Den tidigare laxrika Mörrumsåns flöde hämtar sitt vatten från sjön Åsnen. I norr ansluter sjön Salen, med utlopp i Åsnen vid Huseby bruk.
Vid Julöjordens östra sida ligger naturreservaten Bjurkärr och Agnäs samt längre norrut Husebymaden. Där ansluter också naturreservatet Västra Åsnens övärld, sedan 25 maj 2018 en stor del av Åsnens nationalpark,  med 200 öar, varav den största är Bergön på ca 7 hektar. På fjordens västra sida ligger samhället Torne, historiskt med ett järnbruk och stångjärnshannare från 1600-talet. Samhället etablerades som järnvägsknut 1874 och en bro byggdes där över Julöfjorden 1884, bl.a. på initiativ av Gunnar Olof Hyltén-Cavallius på Sunnanvik, en herrgård på Skatelövsfjordens östra sida. Torne gård blev en del av Huseby järnbruk på 1880-talet.
Från gården Julås på Hössöhalvön skedde kyrkrodd till Skatelövs kyrka under slutet av 1800-talet. Fjorden användes också för flottning av timmer och andra förnödenheter till Huseby bruk, Ålshult bruk och Torne hammare. Julöfjorden var en del av den s.k. Holländareleden, som användes för transporter av produkter från järnbruken till Karlshamn (Bodekull), via Hackekvarn och senare även en parallell vangsled utmed Mörrumsån. I Skatelövfjorden och tillflödet via sjön Salen ovanför Huseby bedrevs också en omfattande upptagning av sjömalm vintertid när sjöarna var isbelagda.